# Daniel Dąbrowski
Daniel Dąbrowski (* 23. September 1983 in Łódź) ist ein polnischer Leichtathlet, der sich auf den 400-Meter-Lauf spezialisiert hat.
Seine größten Erfolge feierte er als Mitglied der polnischen 4-mal-400-Meter-Staffel. So gewann er in der Staffel bei der Universiade 2005 in İzmir die Goldmedaille sowie im folgenden Jahr die Silbermedaille bei den Hallenweltmeisterschaften in Moskau, wo er außerdem über 400 m das Halbfinale erreichte.
Bei den Europameisterschaften 2006 in Göteborg belegte er im 400-Meter-Lauf den vierten Platz in 45,56 s. Mit der Staffel gewann er die Bronzemedaille.
Bei den Leichtathletik-Weltmeisterschaften 2007 in Osaka gewann er mit der Staffel in 3:00,05 min ebenfalls die Bronzemedaille. Daneben startete er dort auch im 400-Meter-Lauf, schied jedoch mit einer Zeit von 45,50 s in der Vorrunde aus.
Daniel Dąbrowski hat bei einer Körpergröße von 1,82 m ein Wettkampfgewicht von 72 kg.

## Bestleistungen
Freiluft:
- 100 m: 10,58 s, 27. Mai 2006, Kielce
- 200 m: 20,74 s, 9. September 2006, Łódź
- 400 m: 45,33 s, 1. Juli 2007, Posen

Halle:
- 60 m: 6,84 s, 22. Januar 2005, Spala
- 200 m: 21,07 s, 26. Februar 2006, Spala
- 400 m: 46,46 s, 12. Februar 2006, Leipzig